# Rotaliida

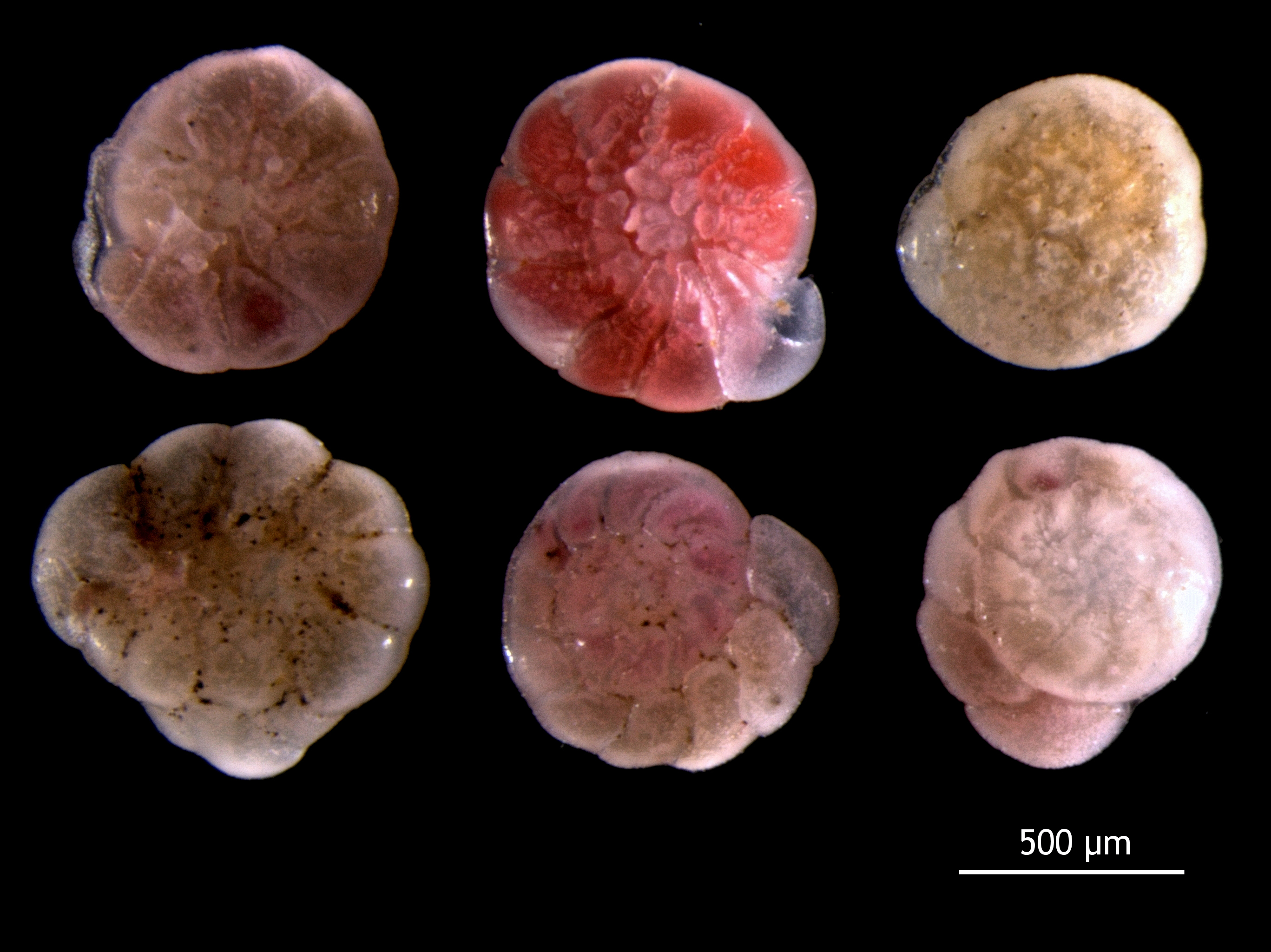
Ammonia beccarii.

I Rotaliida sono un ordine di foraminiferi bentonici epibentonici a guscio calcitico.

## Tassonomia
Rotaliida (Delage & Hérouard, 1896) è un ordine della classe Globothalamea (Pawlowski, Holzmann, Tyszka, 2013), del phylum Foraminifera (o Foraminiferida) ed è diviso nelle seguenti superfamiglie:
- Acervulinoidea (Schultze, 1854)
- Annulopatellinoidea (Loeblich & Tappan, 1964)
- Asterigerinoidea (d'Orbigny, 1839)
- Bolivinitoidea (Cushman, 1927)
- Bolivinoidea (Glaessner, 1937)
- Buliminoidea (Jones, 1875)
- Cassidulinoidea (d'Orbigny, 1839)
- Chilostomelloidea (Brady, 1881)
- Delosinoidea (Parr, 1950)
- Discorbinelloidea (Sigal, 1952)
- Discorboidea (Ehrenberg, 1838)
- Eouvigerinoidea (Cushman, 1927 †)
- Fursenkoinoidea (Loeblich & Tappan, 1961)
- Glabratelloidea (Loeblich & Tappan, 1964)
- Loxostomatoidea (Loeblich & Tappan, 1962)
- Nonionoidea (Schultze, 1854)
- Nummulitoidea (Blainville, 1827)
- Orbitoidoidea (Schwager, 1876 †)
- Planorbulinoidea (Schwager, 1877)
- Pleurostomelloidea (Reuss, 1860 †)
- Rotalioidea (Ehrenberg, 1839)
- Siphoninoidea (ND)
- Turrilinoidea (Cushman, 1927)

L'ordine conta anche il sottordine Globigerinina (Delage & Hérouard, 1896), a sua volta suddiviso in sette superfamiglie.
Questa classificazione ha subito molte modifiche in passato. Fino a qualche decennio fa infatti i foraminiferi erano descritti come ordine Foraminiferida, della classe Rhyzopodea, e i Rotaliina erano un sottordine.